# Finella longinqua
Finella longinqua is een slakkensoort uit de familie van de Scaliolidae. De wetenschappelijke naam van de soort is voor het eerst geldig gepubliceerd in 1949 door Haas.